# هارولد مونرو فوكس
هارولد مونرو فوكس (بالإنجليزية: Harold Munro Fox)‏ (28 سبتمبر 1889–29 يناير 1967) عالم حيوان بريطاني.